# 江仁寿
江仁寿（1906年1月15日—1988年4月4日），男，安徽歙县人，中国物理学家、教育家，曾任西北大学物理系系主任、教授，第三届全国人大代表。